# Tom Waddell
Tom Waddell (Paterson, Nueva Jersey, 1 de noviembre de 1937 - 11 de julio de 1987) fue un médico, atleta olímpico y activista LGBT de los Estados Unidos.

## Vida
Waddell creció en Massachusetts y realizando sus estudios superiores en Springfield, Massachusetts. Allí tuvo cierto éxito como jugador de fútbol americano y gimnasta.
En 1968, con 30 años, Tom Waddell participó en los Juegos Olímpicos de Verano de 1968 en la Ciudad de México, como parte del equipo de EE. UU. en la especialidad de decatlón. La preparación de los Juegos le libró de ir a la Guerra de Vietnam. En México alcanzó, con 7720 puntos, el sexto lugar (100 m: 11,3 s, salto de longitud: 7,47 m, lanzamiento de peso: 14,45 m, salto de altura: 2,01 m, 400 m: 51,2 s, 100 m vallas: 15,3 s, lanzamiento de disco: 43,73 m, salto con pértiga: 4,50 m, jabalina 63,70 m, 1500 m: 5:04,50 min).
En la Universidad de Stanford estudió medicina y consiguió su título como doctor. En su carrera como médico, se dedicó al estudio de los virus y trabajó temporalmente como médico personal de la familia real saudita, en Arabia Saudita. Seguidamente volvió a los Estados Unidos, consiguiendo un trabajo en una clínica local en el distrito de Mission, que en la actualidad lleva su nombre.
Waddell fundó en 1980 los Gay Games, celebrando su primera edición en 1982. En 1986 participó, ya enfermo de sida, en los segundos juegos en la especialidad de lanzamiento de jabalina, ganando la competición.
Waddell vivía de forma abiertamente gay y tuvo una hija con la también activista LGBT y abiertamente lesbiana, Sara Lewinstein. Su hija fue llamada Jessica Waddell Lewinstein, nacida en 1983.
En 1987 Waddell murió de sida. Su lucha contra la enfermedad fue documentado en el proyecto Common threads: Stories from the quilt. Pocos meses antes de su muerte, Waddell comenzó los trabajos para una autobiografía con el título Gay Olympian, que se editó, con ayuda de su amigo, deportista y autor Dick Schaap en 1996.